# Musique instrumentale de Carlo Gesualdo
La musique instrumentale de Carlo Gesualdo se limite à une poignée de pièces isolées, Gesualdo ayant concentré ses efforts, pour la publication de ses œuvres, sur ses six livres de madrigaux et sa musique religieuse - c'est-à-dire neuf vastes recueils, entièrement consacrés à la voix traitée de manière polyphonique.

## Composition

### Un prince « luthiste et compositeur »
Carlo Gesualdo, prince de Venosa du fait de la mort accidentelle de son frère aîné Luigi, n'était pas un musicien professionnel. S'il souhaitait être considéré comme un compositeur à part entière, un « maître » dont l'œuvre serait appelée à compter dans l'histoire de la musique, son intérêt pour la pratique musicale n'était pas uniquement tourné vers l'art du contrepoint et ses subtilités. Les témoignages de ses contemporains vont tous dans le même sens : leur première impression du jeune prince était celle d'un luthiste ou d'un claveciniste, et brillant improvisateur.
Dès 1586, alors que Gesualdo n'a que vingt ans, Giovanni de Macque décrit au cardinal Peranda « ce seigneur qui, en plus d'être un grand amateur de cette science [la musique], la maîtrise si parfaitement qu'il a peu d'égaux, tant pour jouer du luth que pour composer ». Ce portrait accompagne le projet d'une préface à l'édition des trois ricercares de Gesualdo.
Le comte Alfonso Fontanelli, qui le reçoit en ambassade à Ferrare en 1594, en préparation de son mariage avec Éléonore d'Este, cousine du duc Alphonse II, décrit également sa virtuosité, ainsi que son jeu quelque peu extravagant : « Il clair que son art est infini. Il prend cependant des poses et se meut de façon extraordinaire, mais tout est une affaire de goût ».
Une lettre du 18 décembre 1593 de l'ambassadeur ferrarais à Rome, où Gesualdo s'était rendu auprès de son oncle le cardinal Alfonso Gesualdo, résume l'opinion générale : « On dit qu'il joue bien du luth, du clavecin et de la guitare, et j'ai compris qu'il compose et fait de belles choses ».

### Improvisation et virtuosité
Seules deux pièces instrumentales nous sont parvenues, à l'état de manuscrits. La canzone francese suffirait cependant pour convaincre l'auditeur des qualités d'exécutant de Gesualdo, tant la pièce est libre d'allure, pleine de chromatismes et de modulations inattendues, qu'une critique classique juge encore « extravagantes ». En comparaison des madrigaux très « construits » du compositeur, cette canzone semble n'être qu'une improvisation notée sur le vif. Ceci lui confère d'ailleurs une vitalité particulière. Ses surprises et ses difficultés laissent l'interprète comme l'auditeur « suspendus » : Il semble qu'à tout moment, le discours musical pourrait encore changer de direction...
La Gagliarde del principe di Venosa, plus mesurée, se présente comme une danse sur des périodes de six mesures avec reprises. On n'en observe pas moins des chromatismes venant colorer les quatre parties. Les éléments du langage « gesualdien », admirés ou décriés, sont bien représentés dans sa production instrumentale, ce qui fait regretter que leur auteur n'en ait pas noté et imprimé davantage.

## Œuvres
- Trois ricercares à quatre voix (1586)[note 4],[7] ;
- Gagliarde del principe di Venosa, à quatre voix ;
- Canzone francese, pour luth ou clavecin[8].